# Championnat de Tchécoslovaquie de football

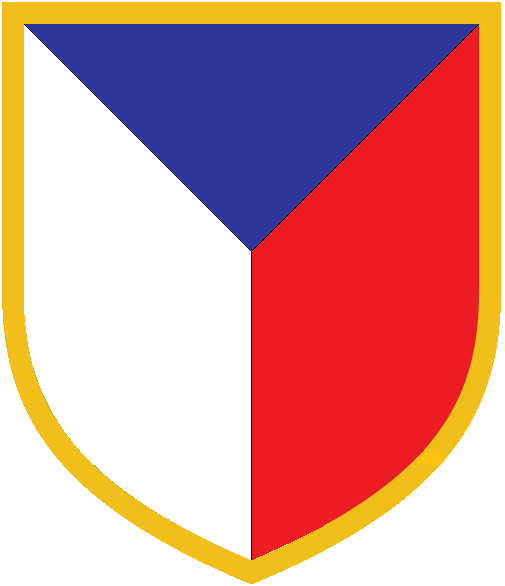
Logo de l'équipe nationale tchèque.

Le Championnat de Tchécoslovaquie de football fut organisé entre 1925 et 1938, et entre 1945 et 1993, où clubs aujourd'hui tchèques et slovaques s'affrontaient du temps de la Tchécoslovaquie.

## Histoire
La ligue était dominée par les clubs de  Prague  avec  Sparta Prague  remportant 19 titres,  Dukla Prague  11 et Slavia Prague  9.
Le record de fréquentation de la ligue a été établi le 4 septembre 1965, lorsque 50 105 spectateurs ont assisté à un match entre les rivaux Sparta et Slavia à Prague. 
Les successeurs de la Première Ligue tchécoslovaque sont la  Première Ligue tchèque  en  République tchèque  et la  Superliga slovaque  en Slovaquie .

### Noms
- 1925 Première Ligue d'association (tchèque : Asociační liga) (équipes de Prague uniquement)
- 1925-1929 Première Ligue de Bohême centrale (tchèque : Středočeská liga) (équipes de Prague et de Bohême centrale)
- 1929-1934 Première Ligue d'association (tchèque : Asociační liga) (élargie pour inclure les équipes moraves)
- 1934-1938 League Etat (élargi pour inclure des équipes slovaques)
- 1938-1944 Ligue bohémo-morave (Seconde Guerre mondiale, division de la Tchécoslovaquie)
- 1945–48 State League (tchèque : Státní liga) (République tchécoslovaque réintégrée)
- 1949-1950 Premier championnat national
- 1951-1955 Republic Championship (République tchèque : Republic Championship (1951-52), Republic Championship (1953-55))
- 1956–93 Première ligue (tchèque : I. liga)

## Palmarès
Le palmarès est le suivant :

### De 1925 à 1938
| Saison    | Champion        | Vice-champion   |
| --------- | --------------- | --------------- |
| 1925      | Slavia Prague   | Sparta Prague   |
| 1925-1926 | Sparta Prague   | Slavia Prague   |
| 1927      | Sparta Prague   | Slavia Prague   |
| 1927-1928 | Viktoria Žižkov | Slavia Prague   |
| 1928-1929 | Slavia Prague   | Viktoria Žižkov |
| 1929-1930 | Slavia Prague   | Sparta Prague   |
| 1930-1931 | Slavia Prague   | Sparta Prague   |
| 1931-1932 | Sparta Prague   | Slavia Prague   |
| 1932-1933 | Slavia Prague   | Sparta Prague   |
| 1933-1934 | Slavia Prague   | Sparta Prague   |
| 1934-1935 | Slavia Prague   | Sparta Prague   |
| 1935-1936 | Sparta Prague   | Slavia Prague   |
| 1936-1937 | Slavia Prague   | Sparta Prague   |
| 1937-1938 | Sparta Prague   | Slavia Prague   |

### De 1945 à 1993
| Saison    | Champion                | Vice-champion           |
| --------- | ----------------------- | ----------------------- |
| 1945-1946 | Sparta Prague           | Slavia Prague           |
| 1946-1947 | Slavia Prague           | Sparta Prague           |
| 1947-1948 | Sparta Prague           | Slavia Prague           |
| 1949      | NV Bratislava           | Bratrstvi Sparta        |
| 1950      | NV Bratislava           | Bratrstvi Sparta        |
| 1951      | NV Bratislava           | Sparta CKD Sokolovo     |
| 1952      | Sparta CKD Sokolovo     | NV Bratislava           |
| 1953      | ÚDA Prague              | Spartak Prague Sokolovo |
| 1954      | Spartak Prague Sokolovo | Baník Ostrava           |
| 1955      | Slovan Bratislava       | ÚDA Prague              |
| 1956      | Dukla Prague            | Slovan Bratislava       |
| 1957-1958 | Dukla Prague            | Spartak Prague Sokolovo |
| 1958-1959 | CH Bratislava           | Dukla Prague            |
| 1959-1960 | Spartak Hradec Kralové  | Slovan Bratislava       |
| 1960-1961 | Dukla Prague            | CH Bratislava           |
| 1961-1962 | Dukla Prague            | Slovan Nitra            |
| 1962-1963 | Dukla Prague            | Jednota Trenčín         |
| 1963-1964 | Dukla Prague            | Slovan Bratislava       |
| 1964-1965 | Sparta Prague           | Tatran Prešov           |
| 1965-1966 | Dukla Prague            | Sparta Prague           |
| 1966-1967 | Sparta Prague           | Slovan Bratislava       |
| 1967-1968 | FC Spartak Trnava       | Slovan Bratislava       |
| 1968-1969 | FC Spartak Trnava       | Slovan Bratislava       |
| 1969-1970 | Slovan Bratislava       | FC Spartak Trnava       |
| 1970-1971 | FC Spartak Trnava       | VSS Košice              |
| 1971-1972 | FC Spartak Trnava       | Slovan Bratislava       |
| 1972-1973 | FC Spartak Trnava       | Tatran Prešov           |
| 1973-1974 | Slovan Bratislava       | Dukla Prague            |
| 1974-1975 | Slovan Bratislava       | Inter Bratislava        |
| 1975-1976 | Baník Ostrava           | Slovan Bratislava       |
| 1976-1977 | Dukla Prague            | Inter Bratislava        |
| 1977-1978 | Zbrojovka Brno          | Dukla Prague            |
| 1978-1979 | Dukla Prague            | Baník Ostrava           |
| 1979-1980 | Baník Ostrava           | Zbrojovka Brno          |
| 1980-1981 | Baník Ostrava           | Dukla Prague            |
| 1981-1982 | Dukla Prague            | Baník Ostrava           |
| 1982-1983 | Bohemians Prague        | Baník Ostrava           |
| 1983-1984 | Sparta Prague           | Dukla Prague            |
| 1984-1985 | Sparta Prague           | Bohemians Prague        |
| 1985-1986 | TJ Vitkovice            | Sparta Prague           |
| 1986-1987 | Sparta Prague           | TJ Vitkovice            |
| 1987-1988 | Sparta Prague           | Dukla Prague            |
| 1988-1989 | Sparta Prague           | Baník Ostrava           |
| 1989-1990 | Sparta Prague           | Baník Ostrava           |
| 1990-1991 | Sparta Prague           | Slovan Bratislava       |
| 1991-1992 | Slovan Bratislava       | Sparta Prague           |
| 1992-1993 | Sparta Prague           | Slavia Prague           |

## Tableau d'honneur
| Club                                      | Champion | Année |
| ----------------------------------------- | -------- | --- |
| Sparta Prague                             | 19       | 1926, 1927, 1932, 1936, 1938, 1946, 1948, 1952, 1954, 1965, 1967, 1984, 1985, 1987, 1988, 1989, 1990, 1991, 1993 |
| Dukla Prague y compris ÚDA Prague         | 11       | 1953, 1956, 1958, 1961, 1962, 1963, 1964, 1966, 1977, 1979, 1982                                                 |
| Slavia Prague                             | 9        | 1925, 1929, 1930, 1931, 1933, 1934, 1935, 1937, 1947                                                             |
| Slovan Bratislava y compris NV Bratislava | 8        | 1949, 1950, 1951, 1955, 1970, 1974, 1975, 1992                                                                   |